# Adolphe Niel
Adolphe Niel (Muret, 4 de octubre de 1802 - París, 13 de agosto de 1869) fue un militar y político francés, Mariscal de Francia y ministro de la Guerra, fue el creador del cuerpo de la Gendarmería móvil.
Tras servir en África del Norte, dirigió algunas de las operaciones militares de la Guerra de Crimea, como el sitio de Sebastopol de 1855, y más tarde, de la Batalla de Solferino en 1859. En ese año, fue nombrado Mariscal de Francia por Napoleón III y en 1867, designado al frente del Ministerio de la Guerra, en cuyo cargo procedió a la modernización del equipamiento, dotando a la infantería del fusil Chassepot y creando la unidad de la Gendarmería móvil. 
Fue también senador imperial y presidente del Consejo General del departamento de Alto Garona.